# Trichophyton schoenleinii
Trichophyton schoenleinii (Lebert) Langeron & Miloch. ex Nann. – gatunek grzybów należący do klasy Eurotiomycetes. Grzyb mikroskopijny, dermatofit będący jednym z patogenów powodujących u ludzi grzybice skóry.

## Systematyka i nazewnictwo
Pozycja w klasyfikacji według Index Fungorum:  Trichophyton, Arthrodermataceae, Onygenales, Eurotiomycetidae, Eurotiomycetes, Pezizomycotina, Ascomycota, Fungi.
Po raz pierwszy zdiagnozował go w 1845 r. Hermann Lebert nadając mu nazwę Oidium schoenleinii. Obecną, uznaną przez Index Fungorum nazwę nadali mu Maurice Charles Pierre Langeron, S. Milochevich i John Axel Nannfeldt w 1934 r.
Synonimy:

- Achorion schoenleinii Remak ex Guég. 1845
- Achorion schoenleinii var. mongolicum (T. Hashim. & M. Ota) C.W. Dodge 1935
- Arthrosporia schoenleinii (Lebert) Grigoraki 1925
- Grubyella schoenleinii (Lebert) M. Ota & Langeron 1923
- Grubyella schoenleinii var. mongolica T. Hashim. & M. Ota 1927
- Oidium schoenleinii Lebert 1845
- Sporotrichum schoenleinii (Lebert) Sacc. 1931
- Trichophyton schoenleinii var. mongolicum (T. Hashim. & M. Ota) Nann. 1934

## Występowanie
Znane jest występowania Trichophyton schoenleinii w kilku krajach Europy, w Indiach i Chinach. Jest to dermatofit antropofilny przenoszony przez kontakt między ludźmi. Jest najczęstszą przyczyną grzybicy głowy i drugim co do częstości występowania patogenem powodującym grzybicę paznokci (głównym sprawcą tej grzybicy jest Trichophyton rubrum). Po II wojnie światowej ze względu na poprawę stylu życia i higieny notuje się prawie całkowity zanik wielu dermatofitów antropofilnych, w tym Trichophyton schoenleinii.